# Luczańska Magura
Luczańska Magura (słow. Lúčanská Magura, 1171 m) – najwyższy szczyt w grupie Sielnickich Wierchów w Górach Choczańskich w Centralnych Karpatach Zachodnich na Słowacji. Od sąsiedniego na północny wschód szczytu Havrania oddzielony jest dość wyraźną i bezleśną przełęczą. Stoki południowe i zachodnie opadają do doliny potoku Ráztočná, w północnym kierunku biegnie grzbiet do wierzchołka 1052 m.
Luczańska Magura zbudowana jest z osadowych skał węglanowych i jest niemal całkowicie zalesiona. Polany znajdujące się na zachodnich i południowych jej stokach stopniowo zarastają. W partiach wierzchołkowych liczne wapienne ściany, turnie i skałki. Nie prowadzi na nią żaden szlak turystyczny, istnieje jednak droga leśna prowadząca jej stokami.